# Takfönster

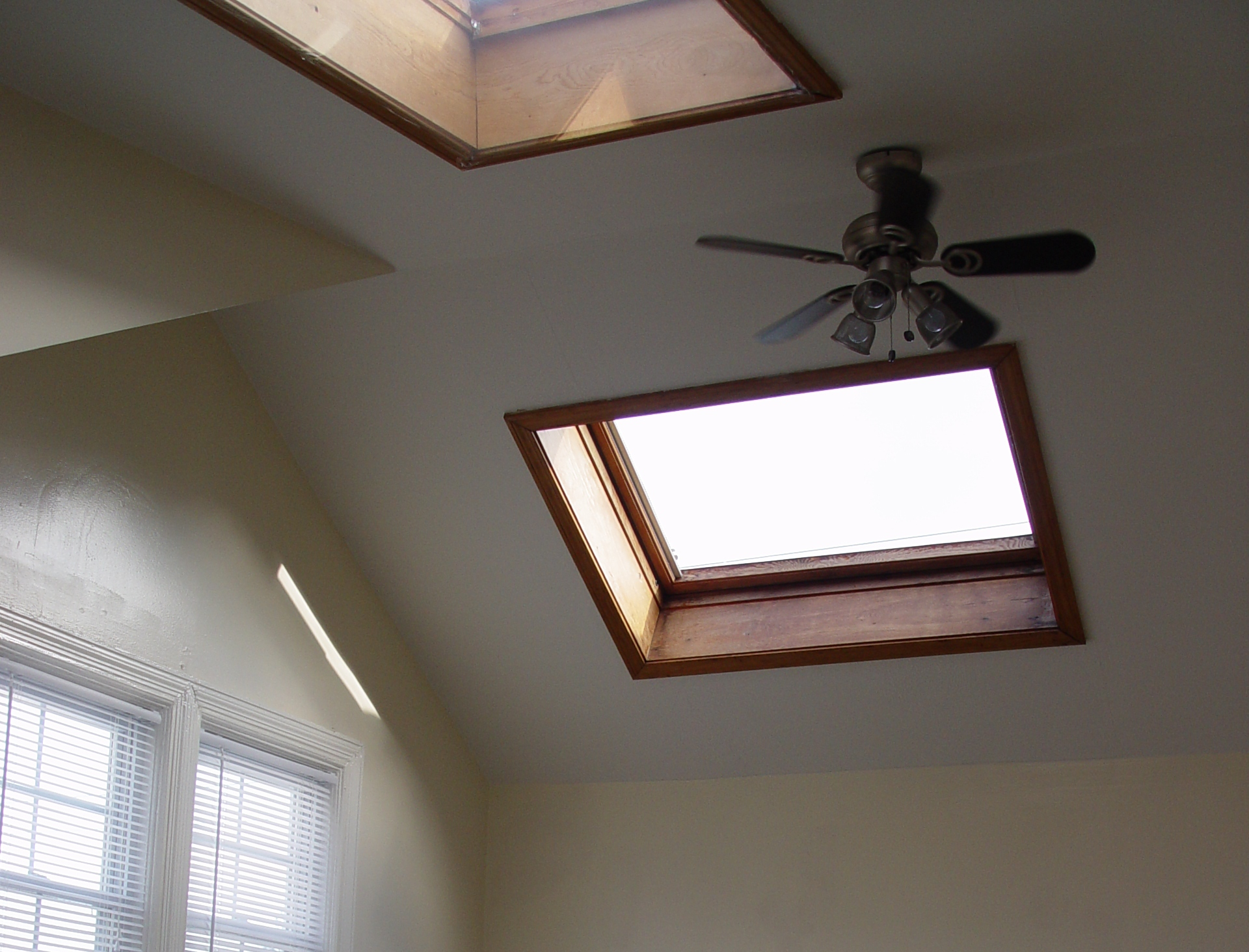
Takfönster.

Ett takfönster eller en takfönsterkupol är ett fönster som är direkt inbyggt i taket. Takfönster används främst på platser där vanliga fasadfönster eller takkupor inte kan monteras. Dagsljus och ljusinsläpp via takfönster går direkt in i rummet utan att reflekteras mot andra byggnader, träd, eller terränger. Detta innebär att ljusinsläppet får en större spridning med ett takfönster jämfört med ett traditionellt fasadfönster. Ett vanligt takfönster släpper in 3 gånger så mycket dagsljus som en takkupa i samma storlek.

## Typer av takfönster
De två vanligaste typerna av takfönster är pivåhängt (från engelska "pivot", "svänga" eller "pivotera") eller topphängt. Ett pivåfönster är fäst i sidorna, och ett topphängt fönster är fäst i underkanten av ramen.
Ett pivåhängt takfönster kan monteras i taklutningen 15° till 90° och bågen kan roteras upp till 180°. Ett pivåfönster öppnas med ett handtag som sitter i fönstrets ovankant (finns även fasta takfönster). Med ett pivåhängt takfönster kan man placera möbler under utan att det stör öppningsfunktionerna.

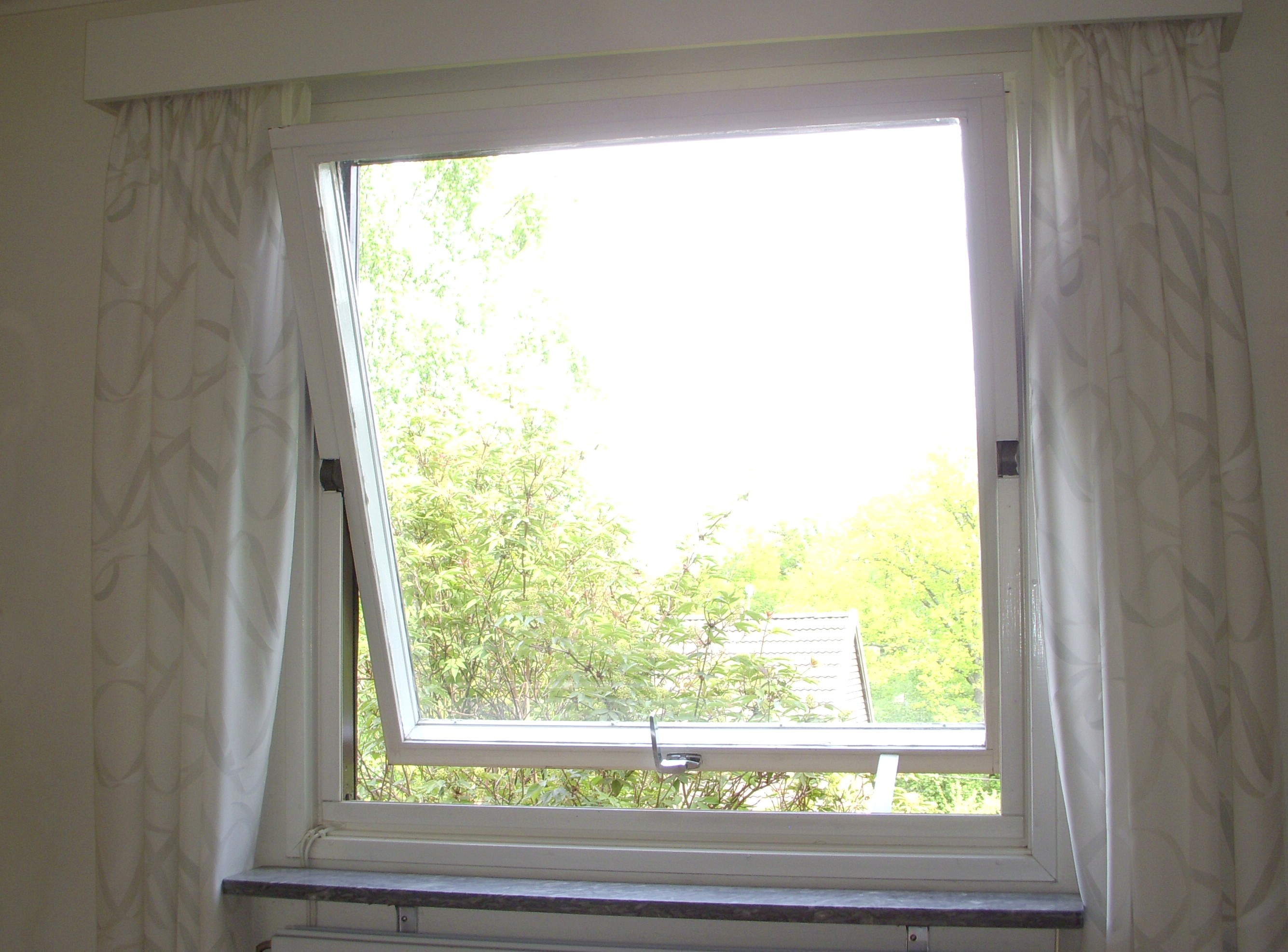
Pivåhängt fönster

## Takfönster och ljus
Väderstrecken har en stor påverkan på takfönstrets effekt. Olika egenskaper associeras med de olika väderstrecken.
- Norr - Kyligt och mjukt ljus
- Öst - Varmt och gyllene ljus
- Väst - Varmt och gyllene ljus
- Söder - Starkt ljus

## Sverige
I Sverige har man en byggtradition som har rört sig bort från takfönster. Landet har ett tuffare väderklimat än många andra länder. Då det historiskt sett inte funnits några konkreta regler har Sverige i dag fått fler lagar inom området. Under de senaste åren[när?] har takfönstrets konstruktion fått ett rejält uppsving.
I de flesta av landets kommuner krävs det idag ett bygglov för att montera ett takfönster. ROT-avdraget kan användas vid monteringen av takfönster.